# قناص شاهر
قناص شاهر (بالفارسية: تفنگ تک‌تیرانداز شاهر)هو بندقية قنص إيرانية الصنع المضادة للمعدات مع عيار 14.5 ملم صنع بيد منظمة الأبحاث والجهاد الاكتفاء الذاتي للقوة البرية الإيرانية تستخدم لاستهداف الأهداف البعيدة.

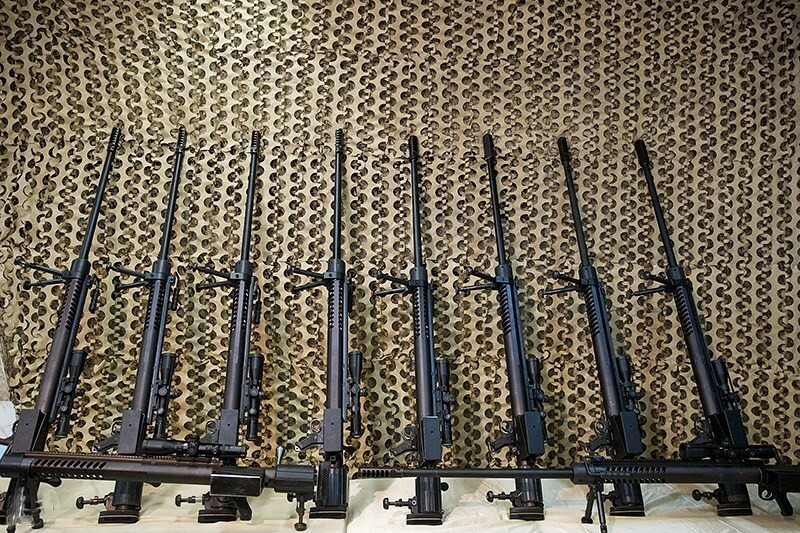
قناصات شاهر الإيرانية

## كشف النقاب
كشف النقاب عن البندقية في عام 2012 جنبا إلى جنب مع سلسلة من المركبات العسكرية ووحدات النقل. وفي أبريل 2014، تم الكشف عن نسخة جديدة من شاهر، مع القضبان "Picatinny" المضاف على الجزء العلوي من البندقية.

## ميزات
هذا السلاح قادر على اختراق الخنادق الخرسانية والعربات المدرعة وطائرات الهليكوبتر وغيرها من الطائرات المنخفضة الطيران ونقاط تجمع العدو من مسافة 3 كيلومترات. وزن السلاح هو 22 كغ وطوله 185 سم ويبلغ مدیه الفعّال إلی 3 كم والمدی المفيد إلی 4 كم. القذائف المضادة للدروع التي يستخدمها شاهر قادرة على اختراق 50 ملم في الدروع السميكة، وتأتي في مختلف الأصناف خارقة للدروع. ومن أجل زيادة المدى، يتم تثبيت مخزن السلاح في نهایته.

## مقارنة مع قناصات قوية
| الاسم                | الطول    | الصناعة | العيار   | المدى القاتل |
| -------------------- | -------- | ------- | -------- | ------------ |
| شاهر                 | 185 سم   | إيران   | 14.5 ملم | 4000 متر     |
| غول                  | 200 سم   | فلسطين  | 14.5 ملم | 2000 متر     |
| شتاير (Steyr HS .50) | 137 سم   | النمسا  | 12.7 ملم | 1500 متر     |
| دراغونوف             | 120سم سم | روسيا   | 7.62 ملم | 1200 متر     |

 ماكميلان تاك ٥٠   140سم   🇺🇲أمريكا    0.5ملم   1800 متر
McMi

## الوصلات الخارجية
- شاهد بالصور قناص شاهر.